# Power (Kanye West)
Power è un brano musicale del rapper statunitense Kanye West, estratto come primo singolo dal suo quinto album My Beautiful Dark Twisted Fantasy. Il brano è co-prodotto da Kanye West e dai Symbolyc One. La canzone utilizza un campionamento di 21st Century Schizoid Man del gruppo musicale di rock progressivo britannico King Crimson e di "Afromerica" dei Continent n° 6. Dopo averla registrata nelle Hawaii, Kanye ha riferito di aver impiegato 5000 ore per comporla. Nel testo, West rivolge i propri commenti agli Stati Uniti e ai suoi critici. Il coro della canzone è dotato di un riff vocale abrasivo.
"Power" è il singolo di ritorno sulle scene di Kanye dopo il suo 808s & Heartbreak e l'incidente molto controverso agli MTV Video Music Awards del 2009. La canzone ha ricevuto il plauso della critica musicale ed è stato elencato tra i migliori brani del 2010 da numerose pubblicazioni, tra cui Time, Pitchfork, Spin e Rolling Stone. I critici lo descrissero come un ritorno in forma per West, lodando la sua produzione intricata, il suo testo di valore, e il tema. La canzone è stata nominata per la migliore interpretazione rap solista ai Grammy Awards del 2011.

## Il video
Per realizzare il videoclip, l'artista e regista Marco Brambilla si è ispirato agli affreschi della Cappella Sistina di Michelangelo. Nel video compaiono le modelle Irina Shayk, Jessica White e Diandra Forrest.

## Tracce
Digital download
1. Power - 4:53

CD Single
1. Power (clean version) - 4:53
2. Power (explicit version) - 4:53

## Nella cultura di massa
Il brano è presente nella colonna sonora del videogioco Saints Row: The Third ed è stato scelto per gli spot della fragranza Invictus di Paco Rabanne.

## Classifiche
| Classifica (2010)                   | Posizione più alta |
| ----------------------------------- | ------------------ |
| Australia                           | 90                 |
| Canada                              | 49                 |
| Germania (Black Chart)              | 4                  |
| Stati Uniti (Billboard Hot 100)     | 22                 |
| Stati Uniti (Hot R&B/Hip-Hop Songs) | 22                 |
| Stati Uniti (Rap Songs)             | 14                 |